# Purandhi Corona
La Purandhi Corona è una struttura geologica della superficie di Venere.